# Altbundeskanzler
Altkanzler, Altbundeskanzler, Bundeskanzler a. D. oder Ex-Kanzler ist in Deutschland und Österreich die Bezeichnung für einen nicht mehr amtierenden deutschen Bundeskanzler bzw. österreichischen Bundeskanzler gebräuchlich. In der Schweiz ist die Schreibweise alt Bundeskanzler üblich.

## Begriff
Die Bezeichnung Altkanzler ist eine Sprachkonvention und geht nicht auf einen tatsächlichen Amtstitel zurück. Als Altbundeskanzler lassen sich die ehemaligen Regierungschefs in Deutschland und Österreich und die ehemaligen Leiter der Schweizer Bundeskanzlei bezeichnen. Diese ist jedoch nur eine Stabsstelle der Schweizer Regierung, weshalb ehemaligen Amtsinhabern in der Regel keine außergewöhnliche Aufmerksamkeit zukommt.
Üblich ist in der Berichterstattung und Nennung der ehemaligen Bundeskanzler in Deutschland und Österreich der Begriff Altkanzler. Die Verwendung lässt sich in bedeutenden überregional verbreiteten Tages- und Wochenzeitungen spätestens ab 2000 kontinuierlich nachweisen. Der Sprachgebrauch Altbundeskanzler fällt dagegen geringer aus und ist seit den 2000er Jahren deutlich zurückgegangen.

## Deutschland
Protokollarisch wird in Deutschland der Altbundeskanzler als Bundeskanzler a. D. (außer Dienst) bezeichnet und hat nach Beschlüssen des Bundestages in der Regel Ansprüche auf ein Sekretariat zur Erfüllung protokollarischer und repräsentativer Aufgaben. Diese Aufgaben sind nicht näher definiert und werden von den jeweiligen Altkanzlern durch ihr Handeln nach der Amtszeit definiert. Derzeit lebende Altkanzler sind Gerhard Schröder, Angela Merkel und Olaf Scholz. 
Drei gleichzeitig lebende Altkanzler gab es in der Geschichte der Bundesrepublik bislang vier Mal. 
1. Ludwig Erhard, Kurt Georg Kiesinger und Willy Brandt (1974–1977)
2. Kurt Georg Kiesinger, Willy Brandt, Helmut Schmidt (1982–1988)
3. Helmut Schmidt, Helmut Kohl, Gerhard Schröder (2005–2015)
4. Gerhard Schröder, Angela Merkel, Olaf Scholz (seit 2025)

Der Ausdruck Altkanzler ist als Anrede ungebräuchlich; die Person wird vielmehr als Bundeskanzler angesprochen.

## Österreich
In Österreich gelten derzeit Franz Vranitzky, Viktor Klima, Wolfgang Schüssel, Alfred Gusenbauer, Werner Faymann, Christian Kern, Sebastian Kurz, Alexander Schallenberg und Karl Nehammer als Altbundeskanzler. Sebastian Kurz war nach seiner Abwahl kurzzeitig zuvor schon Altbundeskanzler. Alexander Schallenberg wurde als Altbundeskanzler 2025 mit der Fortführung der Verwaltung des Bundeskanzleramts und mit dem Vorsitz in der einstweiligen Bundesregierung betraut.